# Nabu-nasir
Nabu-nasir, Nabonassar (akad. Nabu-nāṣir, tłum. „(bóg) Nabu jest opiekunem”) – król Babilonii, następca Nabu-szuma-iszkuna; panował w latach 747-734 p.n.e.
Przez większość swego panowania uzależniony był od  militarnej pomocy potężnego asyryjskiego króla Tiglat-Pilesera III w walce z wciąż buntującymi się aramejskimi i chaldejskimi plemionami, z których część deportował i przesiedlił. W zamian za tę pomoc król asyryjski przyjął tytuł „króla Sumeru i Akkadu”, a jego wojska mogły swobodnie poruszać się po terytorium całej Babilonii. Za czasów panowania Nabonassara doszło również do rewolt w wielu miastach, m.in. w Borsippie i Uruk. Nabonassar zmarł w 734 r. p.n.e. w wyniku choroby. Na tronie Babilonu zastąpił go jego syn Nabu-nadin-zeri.